# Чемпионат мира по шорт-треку среди юниоров 1998
Чемпионат мира по шорт-треку среди юниоров 1998 года проходил с 3-4 января в Сент-Луисе (США).
Чемпионат включает в себя четыре дистанции — 500, 1000, 1500 и 1500 метров — суперфинал На дистанциях сначала проводятся предварительные забеги, затем лучшие шорт-трекисты участвуют в финальных забегах. Чемпионом мира становится спортсмен набравший наибольшую сумму очков по итогам четырёх дистанций. В случае равенства набранных очков преимущество отдаётся спортсмену занявшему более высокое место в суперфинале на дистанции 1500 м. Также проводятся с 2001 года эстафеты у девушек м у юношей на 2000 м. С 2019 года абсолютный чемпион не разыгрывается.

## Общий медальный зачёт
| Место | Страна           | Золото | Серебро | Бронза | Всего |
| ----- | ---------------- | ------ | ------- | ------ | ----- |
| 1     | Республика Корея | 6      | 2       | 2      | 10    |
| 2     | Канада           | 3      | 2       | 1      | 6     |
| 3     | Италия           | 0      | 1       | 2      | 3     |
| 4     | Болгария         | 0      | 1       | 1      | 2     |
| 5     | Япония           | 0      | 1       | 0      | 1     |
| 6     | Нидерланды       | 0      | 0       | 2      | 2     |

## Медалисты

### Юноши
| Дисциплина        | Золото                                                 | Серебро                    | Бронза                       |
| ----------------- | ------------------------------------------------------ | -------------------------- | ---------------------------- |
| 500 м             | Франсуа-Луи Трамбле Канада                             | Эндрю Лэйхи Канада         | Симон Родигари Италия        |
| 1000 м            | Ли Сын Джэ Республика Корея                            | Франсуа-Луи Трамбле Канада | Бэк Кук Кун Республика Корея |
| 1500 м            | Эндрю Лэйхи Канада                                     | Ёсуке Эгути Япония         | Кес Юфферманс Нидерланды     |
| 1500 м суперфинал | Ли Сын Джэ Республика Корея                            | Франсуа-Луи Трамбле Канада | Ёсуке Эгути Япония           |
| Многоборье        | Франсуа-Луи Трамбле Канада Ли Сын Джэ Республика Корея | место не присуждалось      | Эндрю Лэйхи Канада           |

### Девушки
| Дисциплина        | Золото                        | Серебро                       | Бронза                        |
| ----------------- | ----------------------------- | ----------------------------- | ----------------------------- |
| 500 м             | Чу Мин Джин Республика Корея  | Кристина Вутева Болгария      | Ким Мун Джун Республика Корея |
| 1000 м            | Чу Мин Джин Республика Корея  | Катя Дзини Италия             | Марта Капурсо Италия          |
| 1500 м            | Ким Мун Джун Республика Корея | Чу Мин Джин Республика Корея  | Даниэла Молиндейк Нидерланды  |
| 1500 м суперфинап | Ким Мун Джун Республика Корея | Чу Мин Джин Республика Корея  | Кристина Вутева Болгария      |
| Многоборье        | Чу Мин Джин Республика Корея  | Ким Мун Джун Республика Корея | Кристина Вутева Болгария      |